# Тодшаров, Мартин
Мартин Тодшаров (нем. Martin Todsharow; род. 6 сентября 1967 года, Берлин, ГДР) — немецкий композитор и музыкальный продюсер.

## Биография
С 1989—1994 годы Мартин Тодшаров учился в Берлинской высшей школе музыки имени Эйслера, изучал игру на фортепиано и контрапункт. С 1991 года он уже писал музыку для театральных выступлений. В 1993 году получил поддержку в виде стипендии в Германской службе академических обменов. После окончания учёбы до 1997 года Мартин продолжил работу в качестве музыканта. А с 1997 года начал работать композитором в кино. Мартин преподаёт в киноакадемии в Людвигсбурге и в Немецкой академии кино и телевидения в Берлине. Мартин восхищается творчеством Джерри Голдсмита.
Наиболее популярные фильмы, музыку для которых придумал Мартин Тодшаров: «Телефон полиции — 110», «Забойный футбол», «Элементарные частицы», «Полтора рыцаря: В поисках похищенной принцессы Херцелинды», «Цветок пустыни», «Соблазнитель», «Ангел-хранитель», «Соблазнитель 2», «3096 дней», «Мёд в голове» и др.
Мартин также создаёт музыку для документальных фильмов и рекламных роликов.

## Дискография

### Альбомы
| Год  | Название            |
| ---- | ------------------- |
| 2002 | Tattoo              |
| 2003 | Der Alte Affe Angst |
| 2006 | Elementarteilchen   |
| 2009 | Wüstenblume         |

### Саундтреки
Ниже представлены некоторые саундтреки композитора к фильмам.
| Год  | Название      |
| ---- | ------------- |
| 2009 | Desert Flower |
| 2010 | Rise          |
| 2010 | Wings         |
| 2013 | Sign          |
| 2013 | Rush          |
| 2013 | Sometimes     |
| 2013 | 3096 Tage     |
| 2014 | Little steps  |
| 2014 | Mindflakes    |